# 웨스턴 스타 트럭
웨스턴 스타 트럭(영어: Western Star Trucks, Western Star Trucks Sales, Inc.)은 미국의 자동차 메이커이다.
계열사로 일본의 미쓰비시 후소 트럭·버스을 비롯해 독일의 메르세데스-벤츠과 인도의 바라트벤츠가 있다.

## 역사
1967년에 당시 볼보의 자회사인 화이트 자동차(영어: White Motor Company)에서 독립해 설립한 회사로 1969년부터 1970년까지 포드가 이 회사를 인수를 타진 했으나 이후 무산되었다. 1980년에 볼보의 자회사이자 모기업인 화이트 자동차(영어: White Motor Company)가 파산된데 불구하고 지속적으로 트럭 모델을 생산했다. 이후 볼보에서 프라이트라이너 트럭, 오토카 컴파니와 함께 계열 분리가 되었다. 1983년에 오세아니아 최초로 진출 했으며 1990년에 오스트레일리아의 사업가인 테리 피바디(영어: Terry Peabody)가 이 회사를 인수를 했지만 2000년에 메르세데스-벤츠 그룹 AG의 자회사인 다임러 트럭 북아메리카에 인수되면서 현재에 이르고 있다.

## 사진

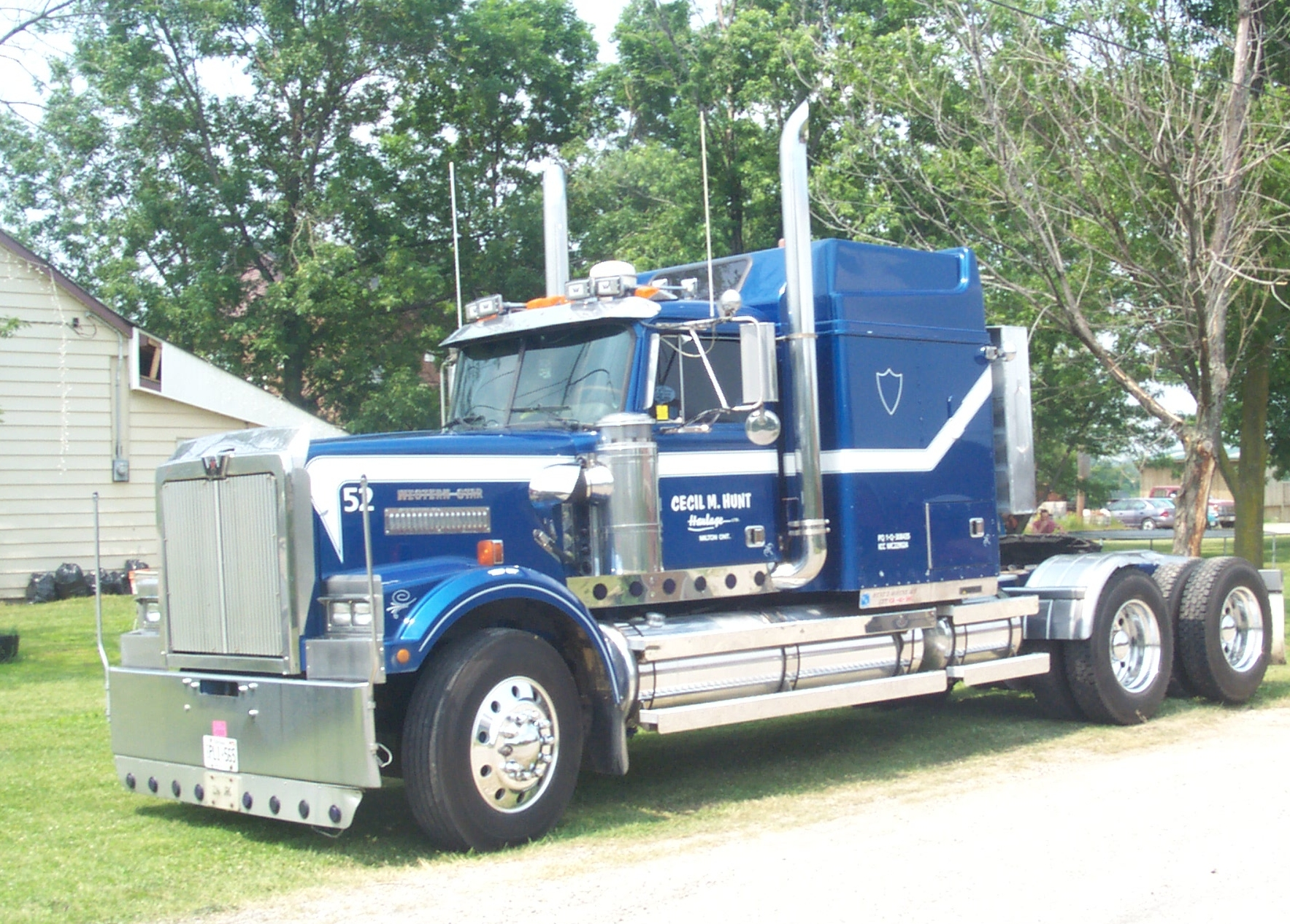
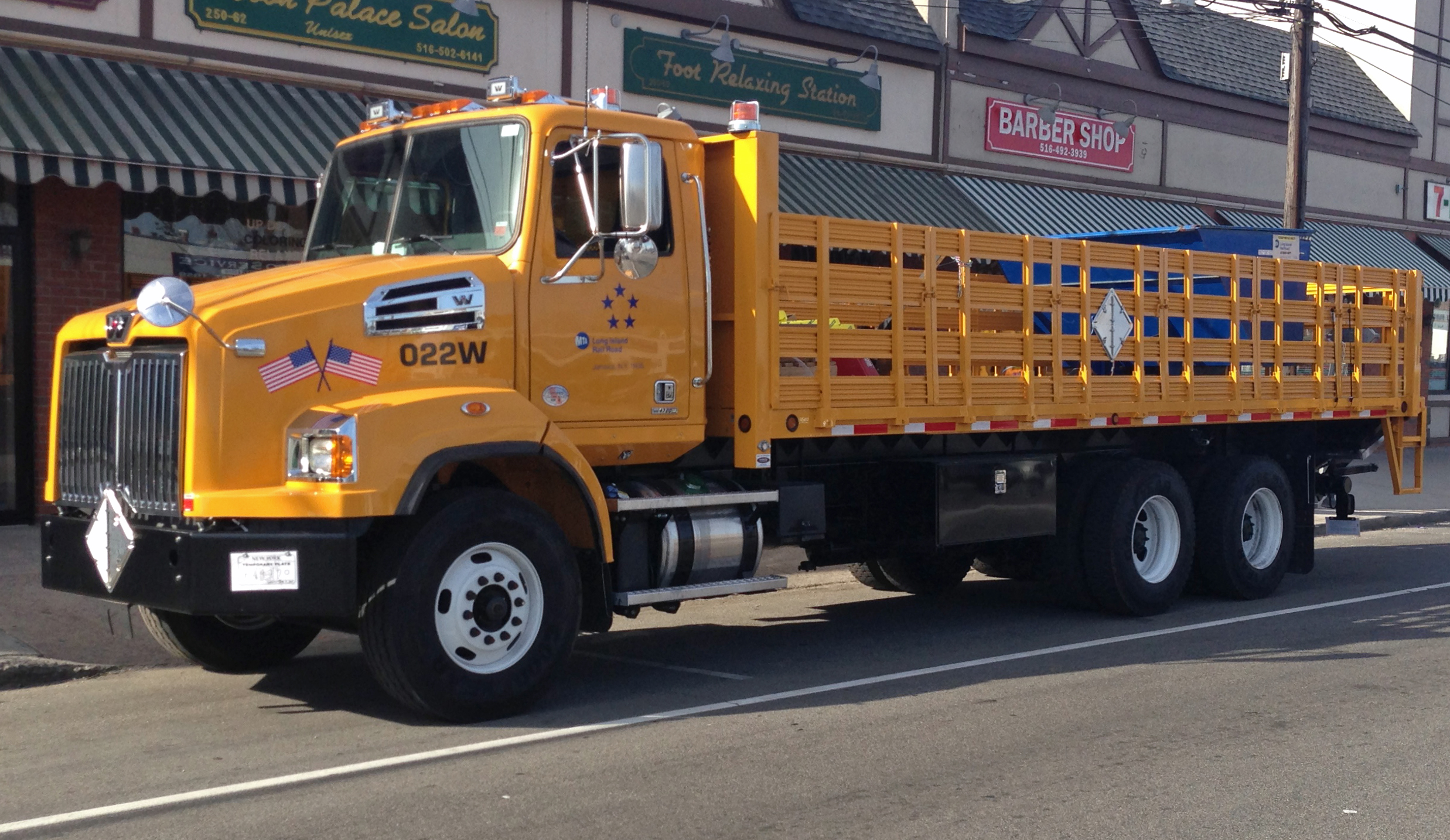
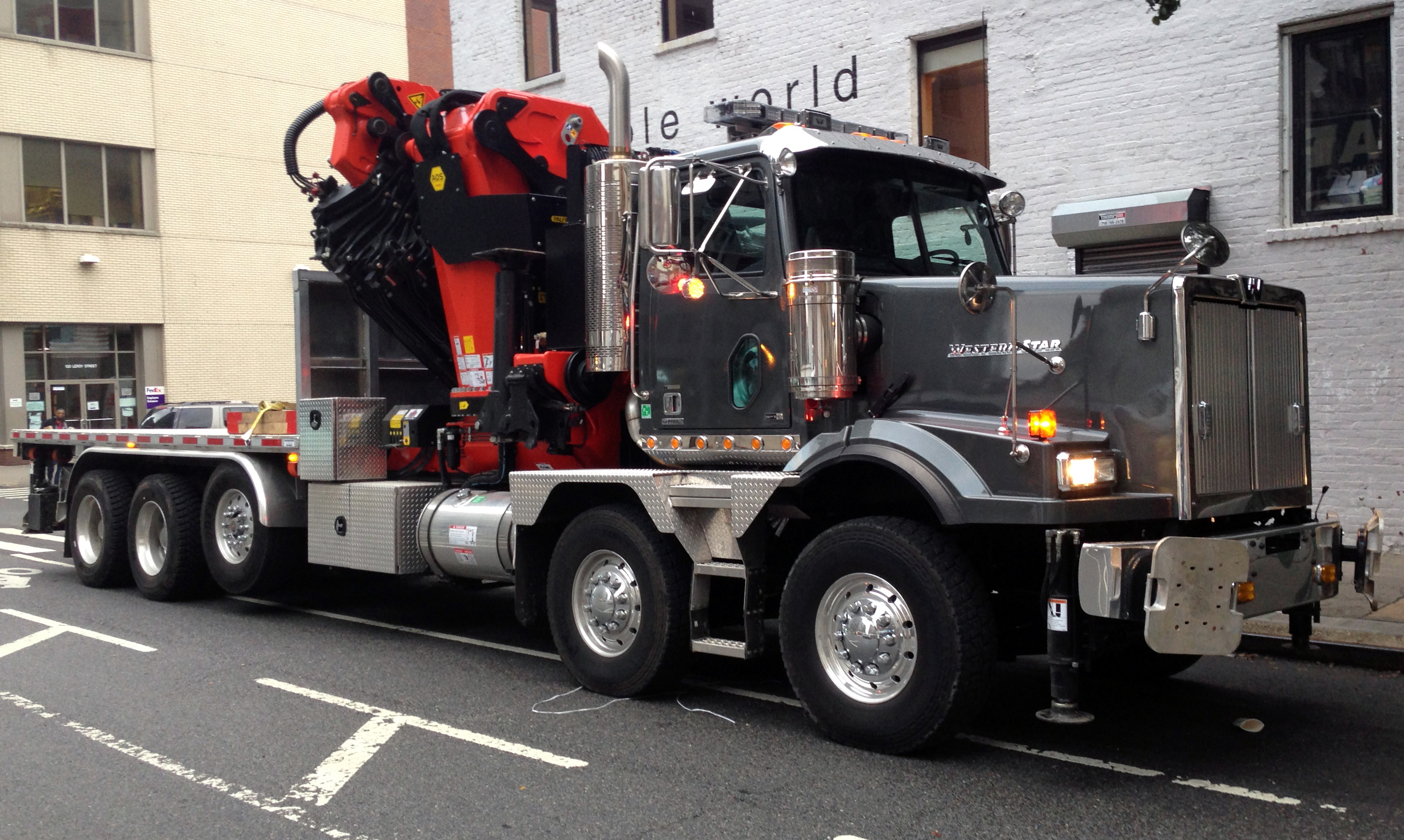
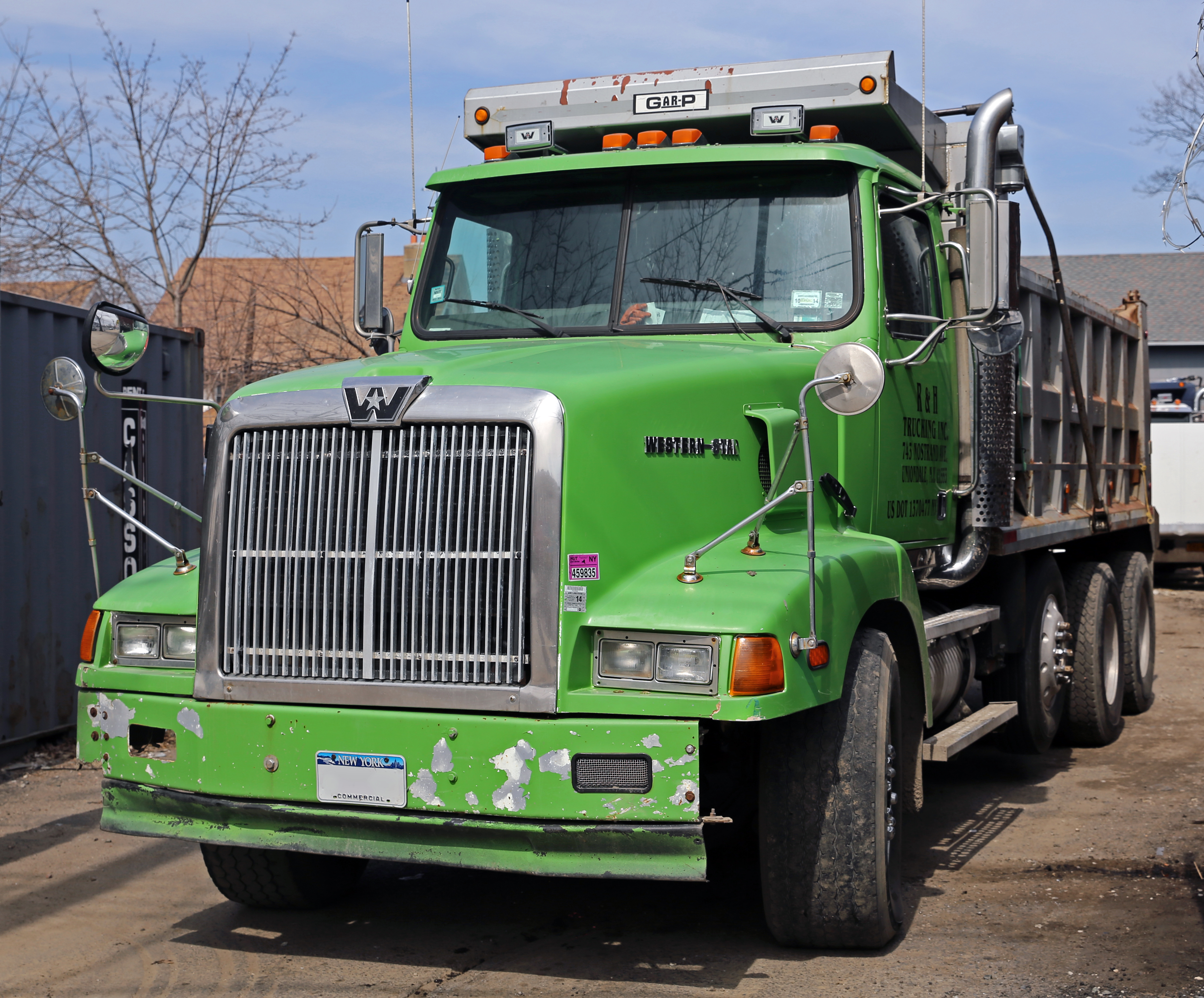
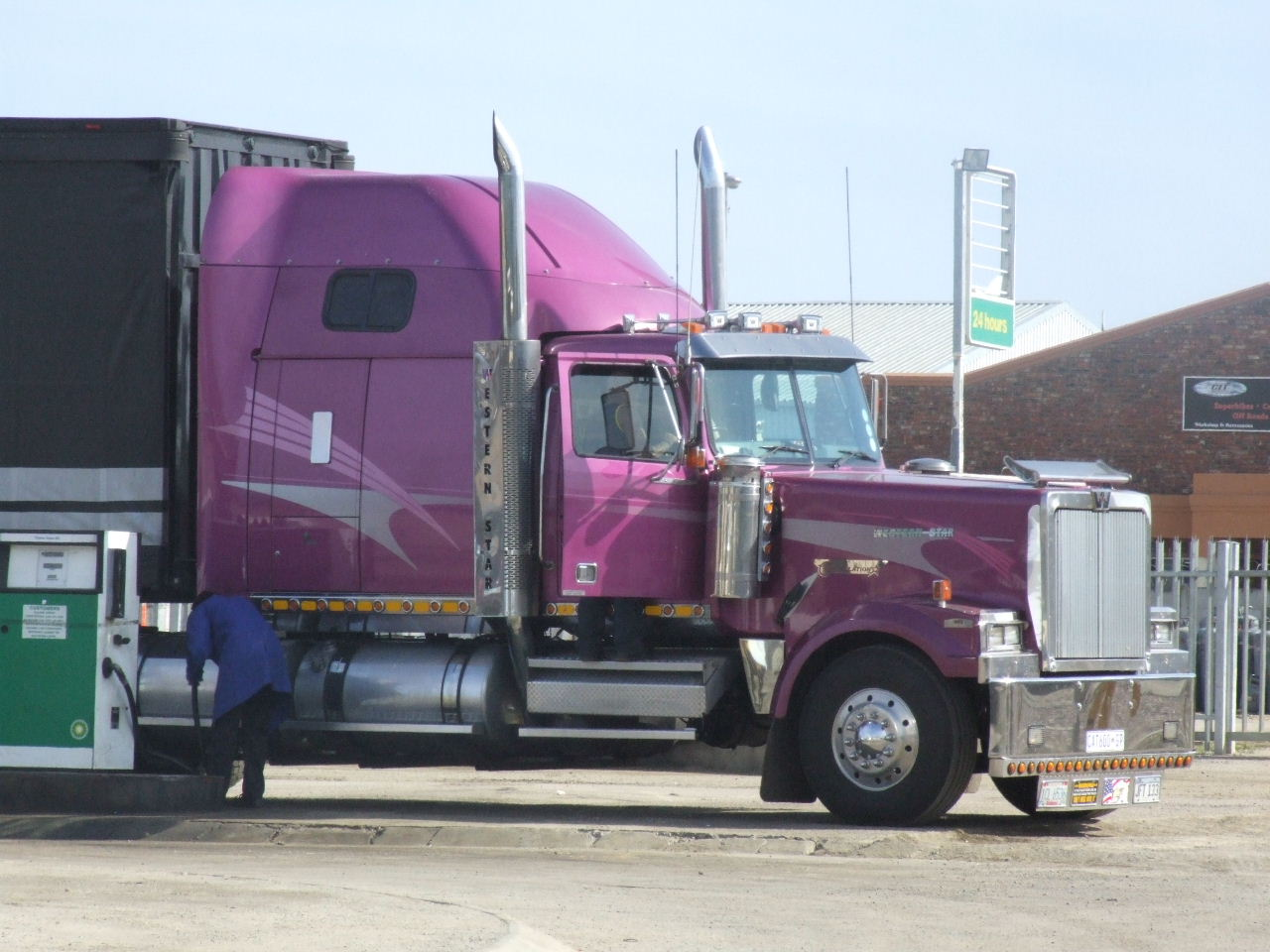
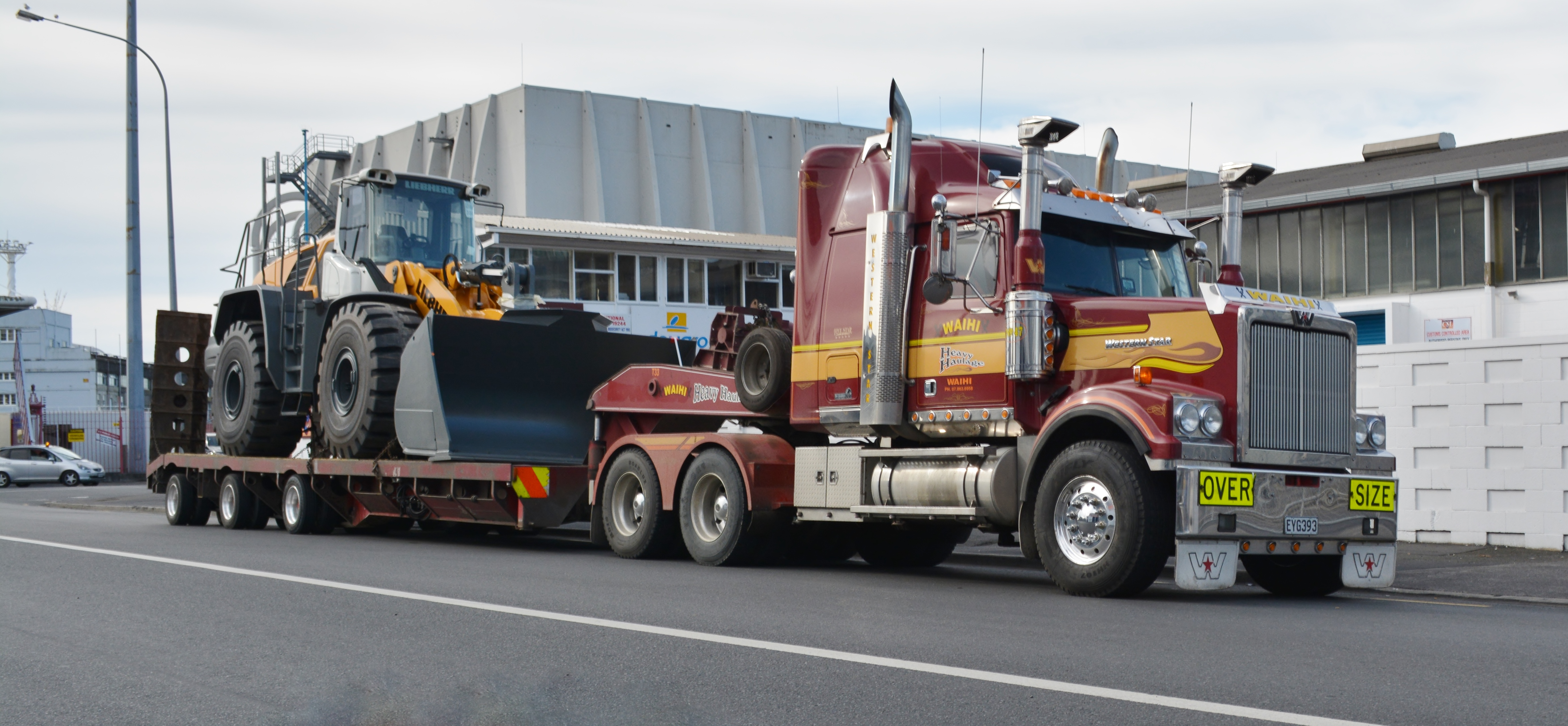
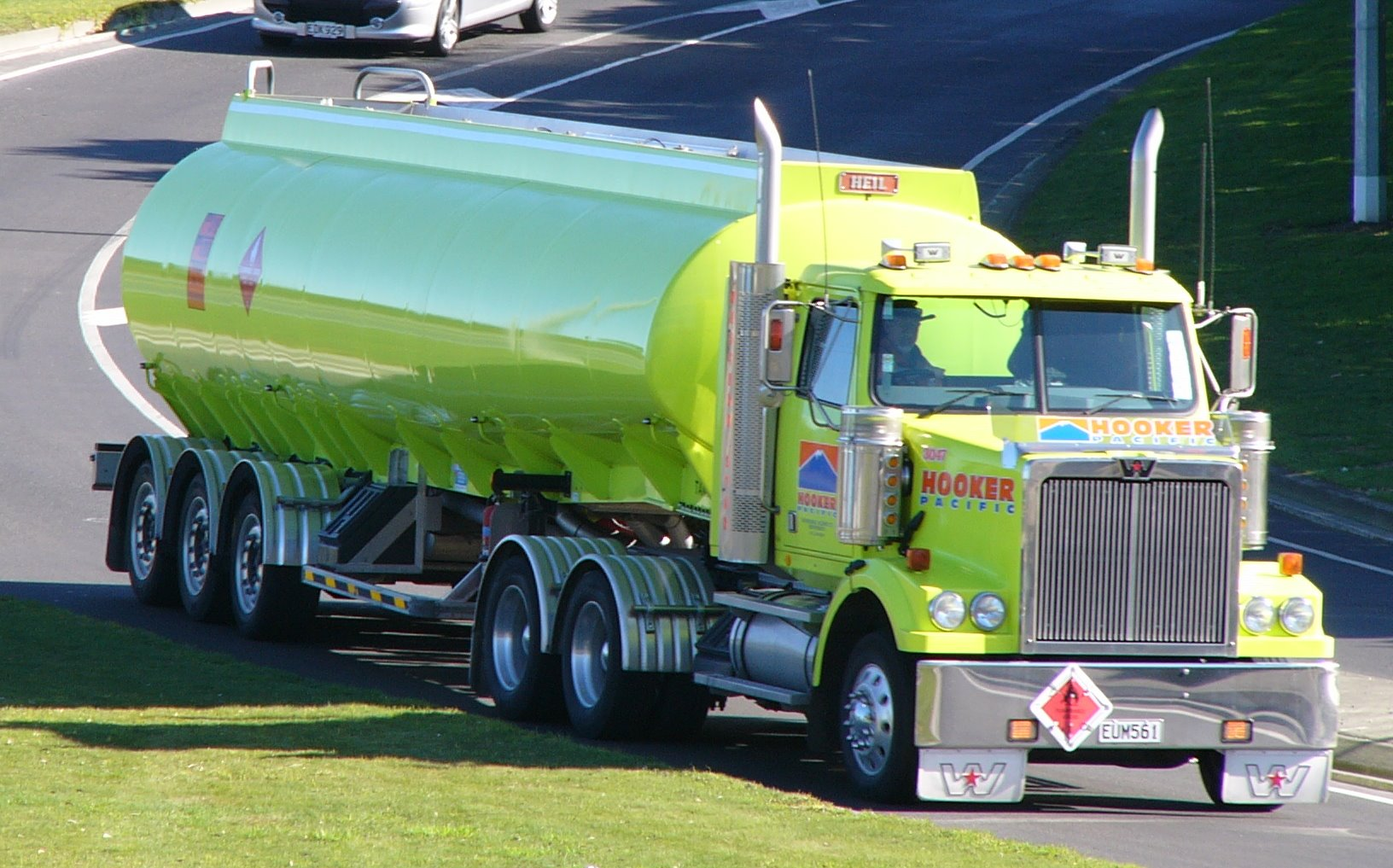
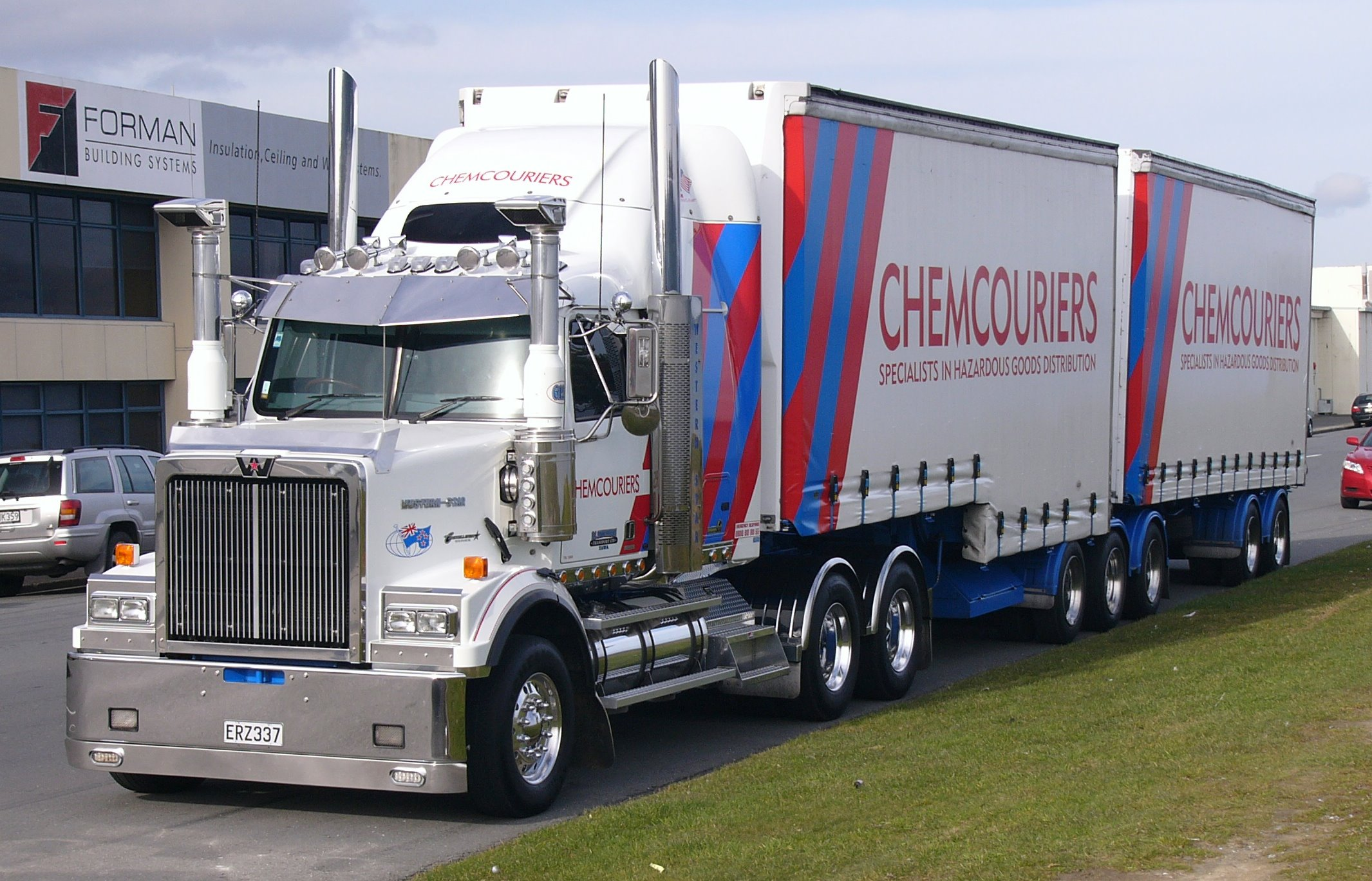
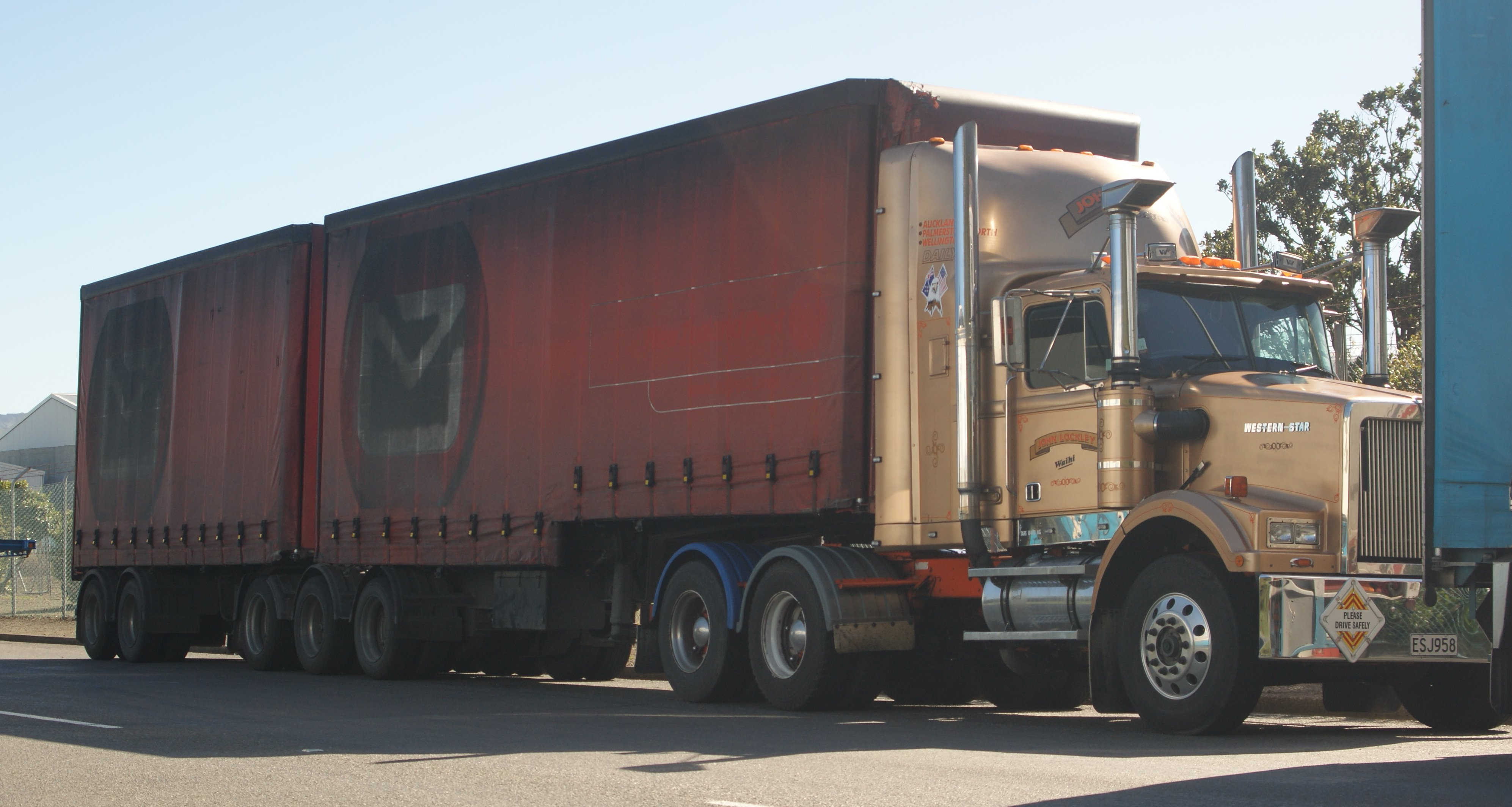

## 현재 생산차종

### 북아메리카모델
- 4700SB
- 4700SF
- 4800SB
- 4800SF
- 4800TS
- 4900SB
- 4900SF
- 4900EX
- 4900TS
- 4900XD
- 5700XE
- 6900TS
- 6900XD

### 오세아니아모델
- 4700SB
- 4800FS
- 4800FS2
- 4800FXB
- 4800FXC
- 4900FXC
- 4900FXT
- 5800SS
- 6900FXC